# Francuski Związek Narciarski
Francuski Związek Narciarski (oficjalny skrót FFS, od fr. Fédération française de ski) – francuska organizacja sportowa z siedzibą w Annecy, założona w 1924 roku, zajmująca się rozwojem i koordynowaniem narciarstwa we Francji. Związek liczy 124 111 (2015).

## Historia

### Przed powstaniem związku
Pierwszym klubem narciarskim we Francji był założony w 1896 roku SC Alpes w Deflinacie przez Henry'ego Duhamela oraz Francuski Klub Alpejski (CAF), który w 1907 roku zorganizował pierwsze międzynarodowe zawody narciarskie, które odbyły się w Montgenèvre. Stopniowo lokalne związki narciarskie połączyły się w regionalne związki, począwszy od Deflinatu (1907) i Jury (1912).

### Powstanie związku
Francuski Związek Narciarski został założony 15 października 1924 roku, parę miesięcy po zimowych igrzyskach olimpijskich 1924 w Chamonix, przez CAF (zgromadzenie odbyło się 9 lipca 1924 roku) oraz trzy regionalne federacje narciarskie: Jurę, Pireneje i Wogezy, na mocy ustawy z 1901 roku.
Jednak rozwój związku nastąpił nieco później. W 1930 roku związek liczył zaledwie 700 członków, w związku z czym podjęto decyzję o wprowadzeniu proaktywnej strategii rozwoju narciarstwa we Francji, opartej na nowej francuskiej technice narciarskiej (zwrot na nartach równoległych), spopularyzowanej przez zwycięstwa narciarza alpejskiego, Émile'a Allaisa (pierwszego francuskiego mistrza świata w narciarstwie alpejskim, złoty medal na mistrzostwach świata 1937 w Chamonix w zjeździe, slalomie oraz kombinacji alpejskiej).

### Szkolenie młodzieży
Francuski Związek Narciarski zajmuje się również szkoleniem młodzieży. W ostatnich latach powstał Narodowy Program Młodzieży, który skupiał najlepszych narciarzy alpejskich w wieku od 12 do 16 lat, ale szybko został zagrożony z powodu braku środków finansowych. W 2015 roku lyońska grupa nieruchomości, Terrésens została mecenasem związku i wsparła finansowo ten projekt. Pierre Bornat, kierownik ds. rozwoju narciarstwa alpejskiego, ogłasza utworzenie Narodowego Programu Młodych Terresensów 2015: obozów treningowych organizowanych przez cały sezon.

## Misja
Celem Francuskiego Związku Narciarskiego jest:
- rozwój i promocja praktyki narciarstwa we Francji, wśród obywateli i obcokrajowcóww. W 1999 roku Francuska Federacja Narciarska utworzyła spółkę zależną o nazwie Publiski, odpowiedzialną za zarządzanie całą jej działalnością handlową;
- ustanawianie regulaminu zawodów narciarskich we Francji „w ramach przepisów ustanowionych przez FIS, IBU i obowiązującego ustawodawstwa”;
- ułatwienie tworzenia stowarzyszeń sportowych promujących uprawianie narciarstwa.

### Dyscypliny
Olimpijskie
- Biathlon
- Biegi narciarskie
- Kombinacja norweska
- Narciarstwo alpejskie
- Narciarstwo dowolne
- Skoki narciarskie
- Snowboard

Nieolimpijskie
- Narciarstwo szybkie
- Narciarstwo telemarkowe
- Narciarstwo trawiaste
- Nartorolki
- Skialpinizm

## Statut i organizacja
- Francuski Związek Narciarski jest organizacją użytku publicznego
- Zrzesza ponad 1 500 klubów narciarskich, podzielonych na 18 komitetów regionalnych.
- Zarządza Licencją Snow Card (utworzoną w 1980 roku), oferującą posiadaczowi indywidualne ubezpieczenie oraz umożliwia finansowanie drużyn francuskich i klubów Francuskiego Związku Narciarskiego.

## Prezydenci
| Lp. | Prezydent                  | Okres urzędowania | Okres urzędowania |
| --- | -------------------------- | ----------------- | ----------------- |
| 1.  | Henri Cuenot               | 1924              | 1930              |
| 2.  | François Lacq              | 1930              | 1937              |
| 3.  | Jean Matter                | 1937              | 1941              |
| 4.  | Georges Perrin-Pelletier   | 1941              | 1942              |
| 5.  | Henri Morin                | 1942              | 1943              |
| 6.  | Jean Vizern                | 1943              | 1945              |
| 7.  | Paul Gignoux               | 1945              | 1948              |
| 8.  | Urbain Cazaux              | 1948              | 1965              |
| 9.  | Maurice Martel             | 1965              | 1974              |
| 10. | Charles Garot              | 1974              | 1980              |
| 11. | Jean Barthalais            | 1980              | 1987              |
| 12. | Bernard Chevallier         | 1987              | 2002              |
| 13. | Jean Béranger              | 07.2002           | 10.2002           |
| 14. | Marcel Calvat              | 2002              | 2004              |
| 15. | Alain Méthiaz              | 2004              | 2010              |
| 16. | Michel Vion                | 2010              | 2021              |
| 17. | Anne-Chantal Pigelet-Grévy | 2021              | urzęduje          |

## Dyrektorzy techniczni
| Lp. | Dyrektor techniczny  | Okres urzędowania | Okres urzędowania |
| --- | -------------------- | ----------------- | ----------------- |
| 1.  | Jean Minster         | 1969              | 1975              |
| 2.  | Walter Trilling      | 1976              | 1984              |
| 3.  | Alain Méthiaz        | 1984              | 1987              |
| 4.  | Jean-Pierre Puthod   | 1987              | 1988              |
| 5.  | Alain Méthiaz        | 1988              | 1992              |
| 6.  | Robert Dureville     | 1992              | 1994              |
| 7.  | Jean-François Saurin | 1994              | 1998              |
| 8.  | Michel Vion          | 1998              | 2000              |
| 9.  | Gerard Rougier       | 2001              | 2005              |
| 10. | Fabien Saguez        | 2006              | urzęduje          |

## Partnerzy
Francuski Związek Narciarski ma wielu partnerów handlowych, w tym z Francuską Szkołą Narciarską za pośrednictwem Krajowego Związku Francuskich Instruktorów Narciarstwa.